# Carlo Rancati

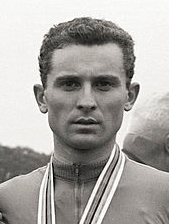
Carlo Rancati (1964)

Carlo Rancati (* 28. April 1940 in Mailand; † 22. November 2012 ebenda) war ein italienischer Radrennfahrer und nationaler Meister im Radsport.

## Sportliche Laufbahn
Rancati war Teilnehmer der Olympischen Sommerspiele 1964 in Tokio. In der Mannschaftsverfolgung gewann er gemeinsam mit Luigi Roncaglia, Cencio Mantovani, und Franco Testa die Silbermedaille. Bei den UCI-Bahn-Weltmeisterschaften 1964 gewann er ebenfalls Silber in der Mannschaftsverfolgung. Als Amateur gewann er 1963 die nationale Meisterschaft in der Einerverfolgung. 1960, 1961, 1962 und 1964 wurde er Meister in der Mannschaftsverfolgung.
Von 1964 bis 1973 war er Profi. Während seiner gesamten Laufbahn als Profi fuhr er für das Radsporteam G.B.C.-Itla-TV Color. 1970 gewann er die Hallenmeisterschaft der Steher. 1970 wurde er Zweiter der nationalen Meisterschaft der Steher hinter Domenico De Lillo. Mehrfach startete er bei Sechstagerennen. 1968 wurde er 78. im Giro d’Italia, 1969 schied er aus.

## Berufliches
Nach seiner aktiven Laufbahn gründete er mit seinem Bruder Claudio Rancati die Radsportbekleidungsfirma Nalini-Moa Sport.